# NGC 7547
NGC 7547 est une galaxie lenticulaire particulière (spirale barré?) située dans la constellation de Pégase. Sa vitesse par rapport au fond diffus cosmologique est de 4 409 ± 27 km/s, ce qui correspond à une distance de Hubble de 65,0 ± 4,6 Mpc (∼212 millions d'al). NGC 7547 a été découverte par l'astronome britannique John Herschel en 1827.

## Description
On observe sur l'image du relevé SDSS deux faibles bras spiraux. La classification de spirale barrée par Wolfgang Steinicke et par la base de données HyperLeda semble mieux convenir à cette galaxie.
NGC 7547 présente une large raie HI. Elle forme un triplet de galaxies en interaction gravitationnelle avec ses voisines NGC 7549 et NGC 7550, triplet qui figure dans l'atlas des galaxies particulières d'Halton Arp sous la désignation Arp 99. Selon le professeur Seligman, NGC 7547 ne ferait pas partie de l'atlas Arp et serait confondue avec NGC 7549, mais elle fait sans doute partie d'un triplet de galaxies, le groupe de NGC 7550, la galaxie la plus brillant des trois.

## Groupe de NGC 7550
La distance des trois galaxies, identifiées à un triplet par le professeur Seligman, est à peu près la même. Ces trois galaxies sont NGC 7547, NGC 7549 et NGC 7550,,, dont les distances de Hubble sont respectivement égales à 65,0 ± 4,5 Mpc (∼212 millions d'al), 64,5 ± 4,5 Mpc (∼210 millions d'al) et 67,8 ± 4,8 Mpc (∼221 millions d'al). Elles font partie du groupe de NGC 7550, la galaxie la plus brillante du groupe.
Ce groupe de galaxie est aussi désigné par la base de données NASA/IPAC comme WBL 700, du nom des auteurs ayant publié un article en 1999. Malheureusement, les désignations des galaxies ne sont pas indiquées dans cet article, mais il s'agit sans doute de NGC 7558 dont la distance de Hubble égale à 70,95 ± 5,03 Mpc (∼231 millions d'al) est comparable à celle des galaxies du triplet. NGC 7553, membre du groupe compact de Hickson 93, est une galaxie relativement éloignée à 124,54 ± 8,75 Mpc (∼406 millions d'al).

## Groupe compact de Hickson 93
NGC 7547 est membre du groupe compact de Hickson HCG 93. Ce groupe de galaxies compte au total cinq galaxies soit HGC 93A (NGC 7550), HGC 93B (NGC 7549), HGC 93C (NGC 7547),.HGC 93D (NGC 7553) et HGC 93E (NGC 7558).

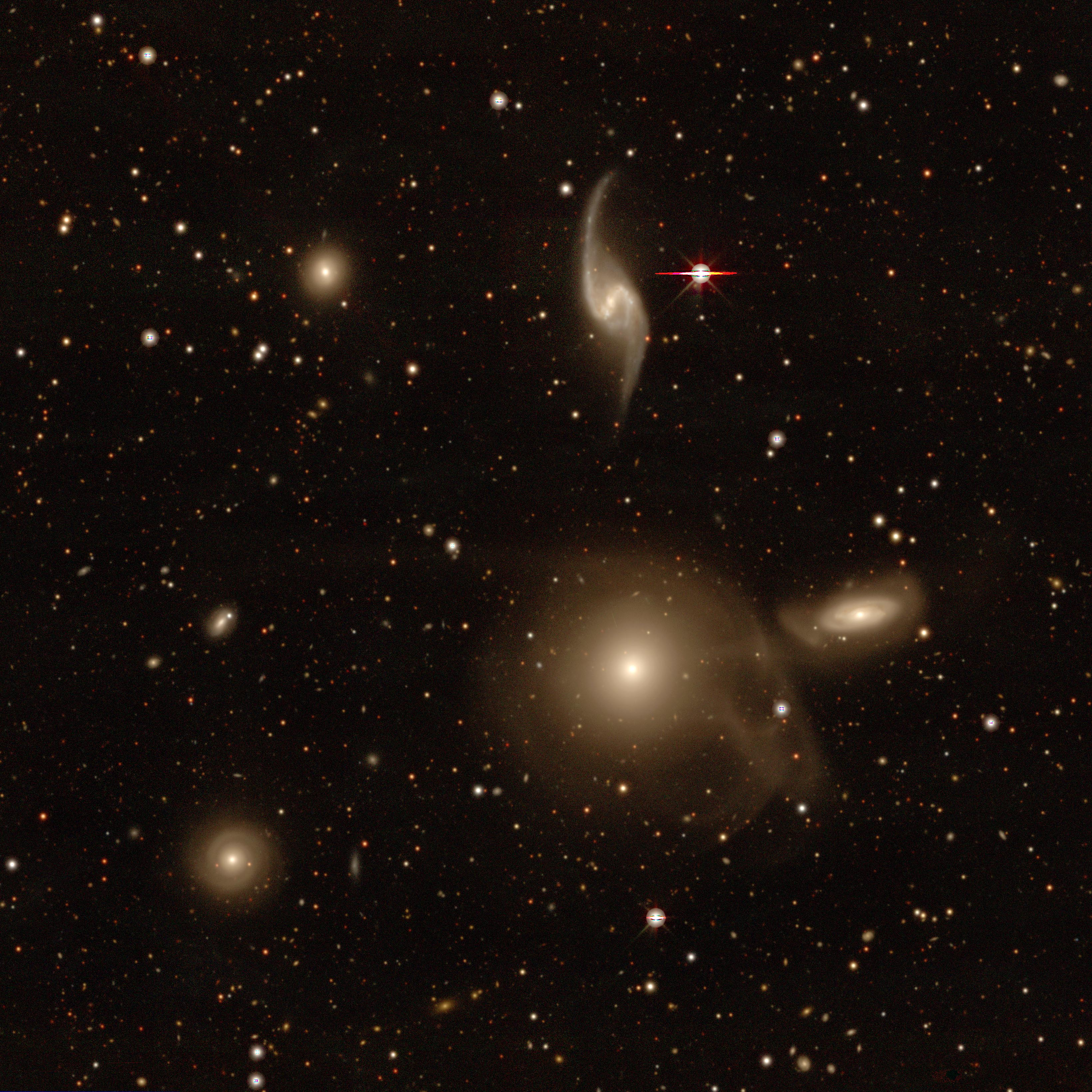
Le groupe compact de Hickson 93 par le projet « Legacy Surveys DR10 »[12].
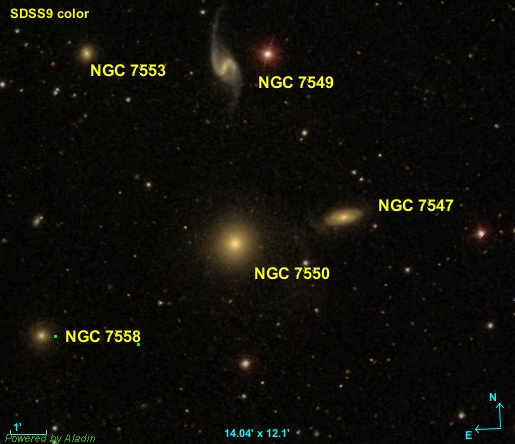
Les cinq galaxies membres du groupe compact de Hickson 93.